# Gaden bei Pförring
Gaden bei Pförring (amtlich: Gaden b.Pförring) ist ein Gemeindeteil des Marktes Pförring im oberbayerischen Landkreis Eichstätt und eine Gemarkung. Der Ortsteil hatte im Jahr 2021 88 Einwohner.

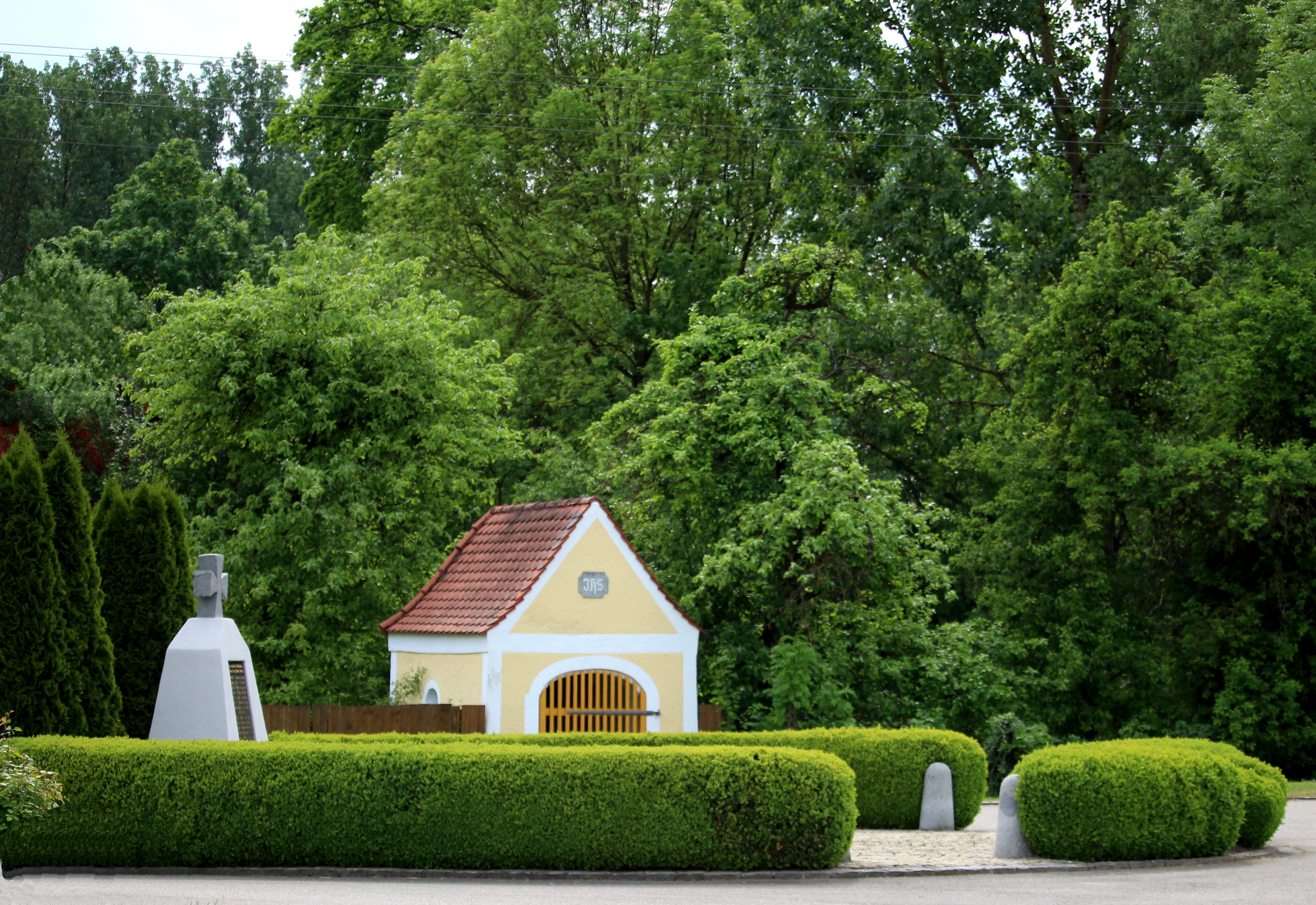
Dorfplatz

## Lage
Das Dorf liegt in einer weiten Ebene des Donautales, im so genannten „Neustädter Becken“ in einer nach Osten offenen Flussschlinge der Ilm. Nach dem Ort fließt die Ilm in nordöstlicher Richtung parallel zur weiter nördlich verlaufenden Donau. Gaden befindet sich im äußersten östlichen Bereich des Landkreises Eichstätt. Pförring liegt am nördlichen Donauufer gegenüber. Regensburg ist in östlicher Richtung etwa 45 km und Ingolstadt in westlicher 30 km entfernt. München liegt ungefähr 90 km südlich des Ortes.
Auf der Gemarkung Gaden bei Pförring liegen die beiden Orte Gaden bei Pförring und Giesenau. Die benachbarten Gemarkungen sind Pförring und Münchsmünster. 

## Geschichte
Der Ort wurde erstmals im Jahre 1240 urkundlich erwähnt. Die Einöde Giesenau, welche zum Gemeindegebiet gehörte, ist als „Giezzenowe“ bereits in den Monumenta Boica (ca. 1280) aufgeführt. Bis 1865 war der Gemeinde- und Ortsname Gaden. Die Gemeinde Gaden b.Pförring im Landkreis Pfaffenhofen an der Ilm bestand aus den Orten Gaden b.Pförring und Giesenau und hatte 1961 eine Fläche von 211,24 Hektar und 92 Einwohner. Sie wurde im Rahmen der Gebietsreform in Bayern zum 30. Juni 1972 aufgelöst und am 1. Juli 1972 in den Markt Pförring im Landkreis Eichstätt eingegliedert.

## Kapelle
Die Kapelle des Dorfes wurde im Jahre 1758 erstmals erwähnt.

## Struktur
Das Dorf gehört zur katholischen Pfarrei Pförring. Es zählt etwa 50 Einwohner und ist fast ausschließlich land- und forstwirtschaftlich geprägt. 